# Stanislaus Brzana
Stanislaus Joseph Brzana (ur. 7 lipca 1917 w Buffalo, Nowy Jork, zm. 1 marca 1997 w Cheektowaga, Nowy Jork) – amerykański duchowny katolicki polskiego pochodzenia, w latach 1968-1993 biskup Ogdensburga.
Pochodził z rodziny Franka i Katarzyny z domu Mikosz. Jego rodzice w młodości wyemigrowali do USA. Ślub wzięli w Buffalo. Był najstarszy z piątki rodzeństwa. Po ukończeniu niższego i wyższego seminarium duchownego w rodzinnym mieście 7 czerwca 1941 otrzymał święcenia kapłańskie. W czasie wojny pracował wśród Indian w rezerwacie, był też kapelanem w armii. W roku 1953 uzyskał doktorat na Uniwersytecie Gregoriańskim w Rzymie.
24 maja 1964 otrzymał nominację na pomocniczego biskupa Buffalo ze stolicą tytularną Cufruta. 22 października 1968 mianowany biskupem diecezji w Ogdensburgu. Pozostał na tym stanowisku do emerytury. Zamieszkał następnie w swym rodzinnym Buffalo. Zmarł na udar.